# Vůz Bt277 ČD
Vozy Bt277, číslované v intervalu 50 54 21-18, původně dodané jako Bai, také známé pod označením Bh, v 80. letech Bhm, byly řadou velkoprostorových osobních vozů z vozového parku Českých drah. Všechny tyto vozy (000–917) vyrobila v letech 1966–1974 pro tehdejší Československé státní dráhy vagonka MVG Györ.

## Technický popis

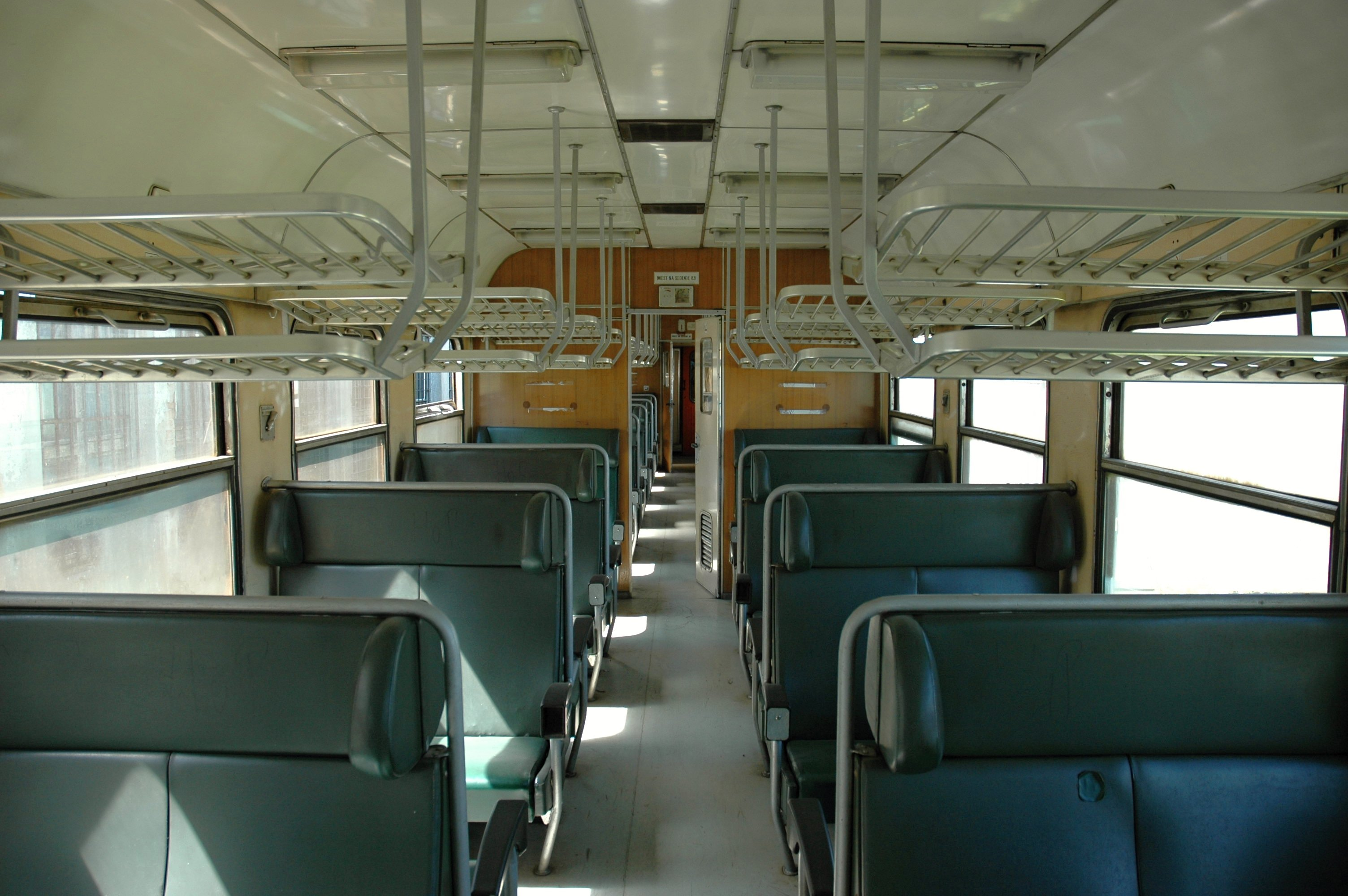
Interiér vozu

Byly to neklimatizované osobní vozy se skříní typu UIC-Y o délce 24 500 mm. Měly podvozky Görlitz V vybavené špalíkovými brzdami. Jejich nejvyšší povolená rychlost byla 120 km/h. Vytápění těchto vozů bylo jak parní nízkotlaké, tak elektrické s odporovými topnicemi v oddílech.
Vnější nástupní dveře byly zalamovací, mezivozové byly manuálně posuvné do strany. Vozy měly polospouštěcí okna. Zavazadlové police byly příčné.
Interiér vozu byl rozdělen na dva velké velkoprostorové oddíly, z nichž jeden měl šest a druhý pět fiktivních oddílů. Celkem měly 88 míst k sezení realizovaných jako dvojmístné lavice potažené zelenou koženkou v uspořádání 2 + 2.
Nátěr byl celozelený, ve schématu ČSD, později přes okna zelený a zbytek bílý.

## Modernizace
V půlce 90. let si České dráhy objednaly u DVJ Dunakeszi a MOVO Plzeň modernizaci starších vozů, ze kterých měly vzniknout vozy vhodné pro vlaky vyšších kategorií s maximální rychlostí 160 km/h. Modernizace proběhla v letech 1996–1998. Z vozů Bt277 vznikl jeden vůz Aee147, šest vozů Apee148, tři vozy Bee246 a 20 vozů Bpee247.
Mezi roky 2001 a 2005 bylo 25 vozů upraveno pro dopravu vojska, proto do nich byla doplněna kamna na tuhá paliva a bylo jim změněno označení na Btk662.

## Provoz
V 80. letech 20. století se vozy vyskytovaly na vlacích všech kategorií – od osobních vlaků po expresy.
Poslední provozní vůz (č. 530) sloužil pro rozvážení pracovníků po železničním uzlu Ostrava. 9. března 2011 byl převeden, jako exponát, do železničního muzea Lužná u Rakovníka.